# Morgadanes
Morgadanes (oficialmente Santiago de Morgadáns) es una parroquia española del municipio de Gondomar, perteneciente a la provincia de Pontevedra, en la comunidad autónoma de Galicia.

## Toponimia
El lugar puede aparecer referido como «Morgadanes», «Morgadáns», «Santiago de Morgadanes» y «Santiago de Morgadáns».

## Historia
Hacia mediados del siglo XIX, el lugar, por entonces referido como una feligresía, tenía contabilizada una población de 1390 habitantes. Aparece descrito en el undécimo volumen del Diccionario geográfico-estadístico-histórico de España y sus posesiones de Ultramar de Pascual Madoz con las siguientes palabras:

MORGADANES (Santiago): felig. en la prov. de Pontevedra (8 1/2 leg.), part. jud. de Vigo (2 1/2), dioc. de Tuy (1 3/4), ayunt. de Gondomar (1/2). sit. en la parte oriental del valle de Miñor entre los montes de Galiñeiro y San Julian, con libre ventilacion y clima saludable. Tiene 300 casas repartidas en los barrios y cas. de Abelosa, Baralla, Gonda, Murjido, Prado, Pedra, San Roque y Vilas. La igl. parr. (Santiago) está servida por un cura amovible de nombramiento del cabildo catedral de Tuy. Confina el térm. N. y O. Chain; E. Chenlo, y S. Peitieiros. El terreno en lo general es llano y muy fértil; le cruzan 2 riach. que teniendo orígen respectivamente en dichos montes de San Julian y Galiñeiro se reunen hácia el O. y forman luego el r. de Miñor ó de Ramallosa. Los caminos son locales y en mediano estado. prod.: trigo, maiz, centeno, patatas, legumbres, hortalizas, frutas, lino, vino y yerbas de pasto; se cria ganado vacuno, de cerda, lanar y cabrío; caza y pesca de varias especies. ind.: la agrícola, molinos harineros y telares de lienzos ordinarios. pobl.: 302 vec., 1390 alm. contr. con su ayunt. (V.)
(Madoz, 1848, pp. 606-607)

En 2022, tenía empadronados 1244 habitantes.

## Patrimonio
Hay en la parroquia una iglesia de Santiago.